# Our American Cousin

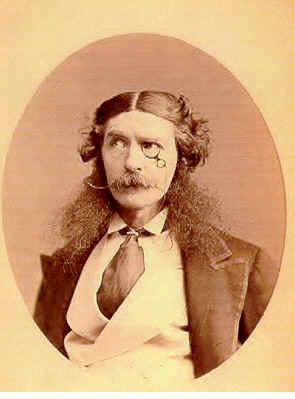
Edward Sothern dans le rôle de Lord Dundreary.

Our American Cousin (titre français : « Lord Dundreary. Notre cousin d'Amérique. ») est une pièce en trois actes publiée en 1852 par Tom Taylor. L'intrigue de cette comédie burlesque est basée sur la présentation d'un Américain rustaud, mais sympathique au demeurant, à son aristocratique famille anglaise. La première eut lieu au théâtre de Laura Keene à New York le 15 octobre 1858. 
La pièce est restée célèbre, car c'est pendant sa représentation, le 14 avril 1865, au théâtre Ford à Washington, DC, que le président Abraham Lincoln fut assassiné.

## Intrigue de l'Acte III

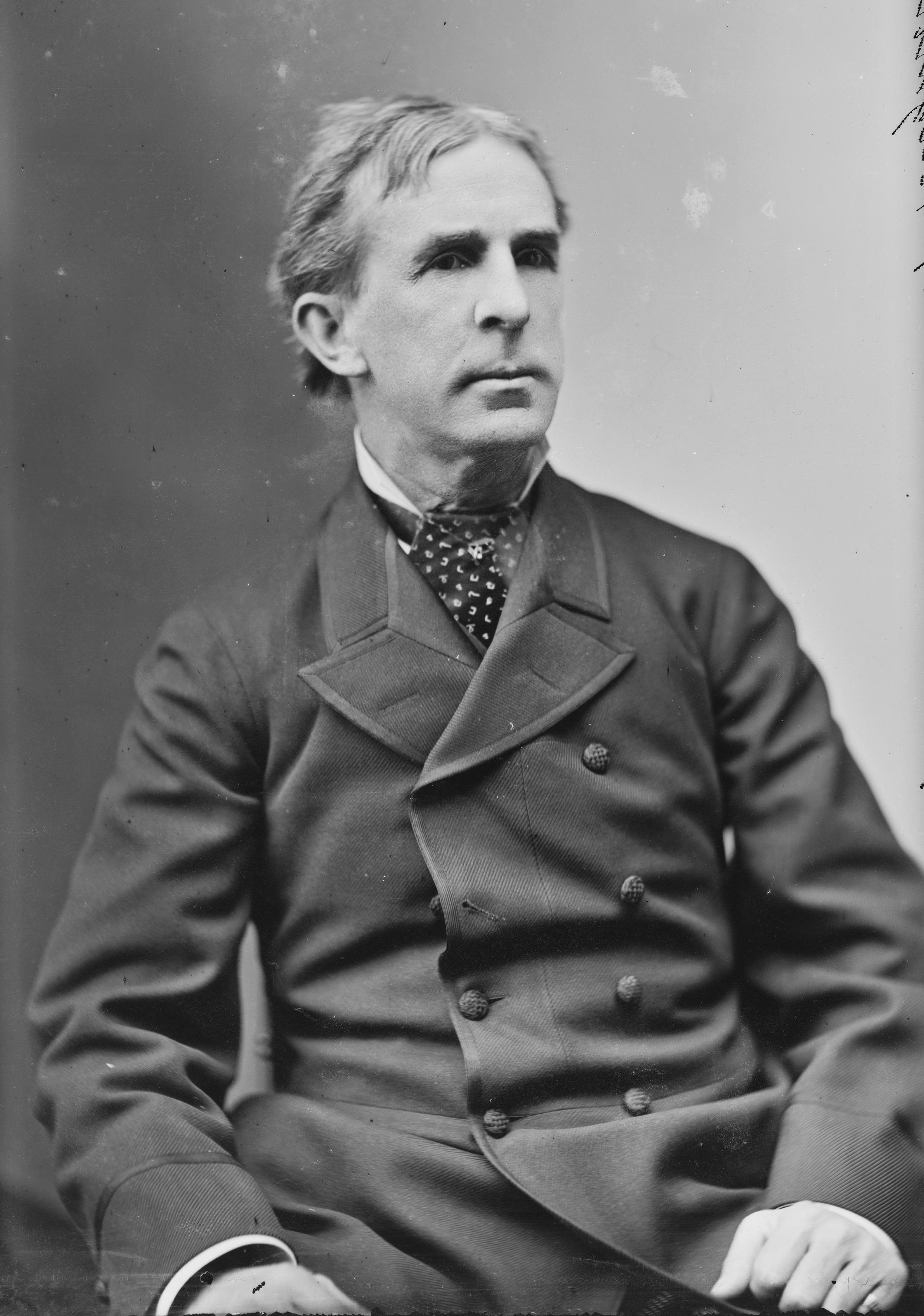
John T. Raymond, qui joua le rôle d'Asa Trenchard, le cousin d'Amérique, face à Edward Sothern, en 1858

La hautaine et prétentieuse Mrs. Mountchessington cherche à marier sa fille Augusta, fort jolie, mais très superficielle, à un homme riche, même s'il n'est pas « de leur monde ». Le « cousin d'Amérique », Asa Trenchard, tout frais sorti de sa Nouvelle-Angleterre, comme en témoigne son accent et ses manières, parait présenter les qualités requises car il serait l'héritier d'une jolie fortune.
Mais Asa Trenchard déclare alors que ce n'est plus lui l'héritier de cette fortune dont on parle, car il a brûlé le testament pour allumer son cigare, laissant ainsi tout l'héritage à la délicieuse Mary Meredith (dont il est amoureux) ! Mais ce n'est pas grave, car — dit Asa, sur un ton narquois — « je suis bien certain que votre charmante fille tient d'abord à épouser quelqu'un qui l'aime, et non un riche héritier ». Le ton monte et les répliques fusent, au point que Mrs Mountchessington demande à Augusta de quitter la pièce. C'est à ce moment que se situe l'échange au cours duquel Abraham Lincoln fut assassiné.

## Assassinat d'Abraham Lincoln
L'assassin d'Abraham Lincoln, John Wilkes Booth, connaît bien la pièce, et attend le moment où, à l'Acte III, Scène 2, l'acteur Harry Hawk (qui joue le rôle d'Asa Trenchard, le cousin d'Amérique un peu rustre, mais sympathique) dira son fait à l'insupportable Mrs Mountchessington, qui joue les grandes dames anglaises hautaines : le franc-parler d'Asa Trenchard, qui s'exprime avec un fort accent américain populaire, déchaîne alors toujours la joie et l'hilarité du public, au point de couvrir la détonation de l'arme. Lorsque Hawk s'exclame : « Quoi, moi, je ne connais pas les manières de la bonne société ? Mais je crois bien que j'en connais assez pour vous dire vos quatre vérités, ma vieille ! Espèce de vieille croqueuse d'homme manipulatrice ! », Booth se précipite et tire sur la tête du président. Lincoln s'effondre sur son siège, inconscient.
L'échange précis retenu par Booth est le suivant : 
- Mrs Mountchessington : I am aware, Mr. Trenchard, you are not used to the manners of good society, and that, alone, will excuse the impertinence of which you have been guilty.
- Asa Trenchard : Don't know the manners of good society, eh? Well, I guess I know enough to turn you inside out, old gal—you sockdologizing old man-trap. Wal, now, when I think what I've thrown away in hard cash to-day I'm apt to call myself some awful hard names, 400,000 dollars is a big pile for a man to light his cigar with. If that gal had only given me herself in exchange, it wouldn't have been a bad bargain. But I dare no more ask that gal to be my wife, than I dare ask Queen Victoria to dance a Cape Cod reel.

Traduction :
- Mrs Mountchessington : « Je suis bien consciente, Mr. Trenchard, que vous n'êtes pas habitué aux manières de la bonne société, et cela suffira à faire oublier l'impertinence dont vous vous êtes rendu coupable ».
- Asa Trenchard : « Quoi, moi, je ne connais pas les manières de la bonne société ? Mais je crois bien que j'en connais assez pour vous dire vos quatre vérités, ma vieille ! Espèce de vieille croqueuse d'homme manipulatrice ! Ben, maintenant que j'ai dilapidé tout ce bon argent aujourd'hui, je peux bien me donner des noms d'oiseau : 400 000 dollars, c'est un sacré paquet d'oseille pour allumer son cigare avec ! Si encore cette fille[1] s'était donnée à moi en échange, ça n'aurait pas été une mauvaise affaire. Mais maintenant, j'ose pas plus demander à c'te fille d'être ma femme que j'oserais demander à la reine Victoria de danser avec moi la bourrée ! »

## Impact de la pièce sur la culture américaine
Avant que le souvenir de la pièce ne soit à jamais marqué par l'assassinat d'Abraham Lincoln, la pièce avait eu cependant un impact culturel. Le personnage de Lord Dundreary, un aristocrate quelque peu lent d'esprit, devint fort apprécié du public pour les absurdes devinettes qu'il proposait. Les « dundrearismes » (Dundrearisms) auxquels il avait recours connurent également un certain succès pendant un temps. Ces « dundrearismes » étaient en effet des aphorismes de son invention, mélangeant de façon incongrue deux dictons sans rapport entre eux, tels que : Birds of a feather gather no moss (« Oiseaux de même farine n'amassent pas mousse »).
La scène dans laquelle Dundreary lit une lettre reçue de son frère, encore plus lent d'esprit que lui, devint particulièrement fameuse. L'acteur Edward Askew Sothern, qui créa le rôle de Dundreary en 1858, développa considérablement la scène lors des représentations. 
La pièce donna également lieu à des spin-off, y compris une pièce consacrée au frère de Lord Dundreary. Le type de personnage créé par Lord Dundreary, avec ses longs favoris ébouriffés, a été appelé en anglais des dundreadries.